# Некрите
Некрите (до 17 лютого 2016 року — Червоний Лан) — село в Україні, у Коропській селищній громаді Новгород-Сіверського району Чернігівської області. Населення становить 11 осіб. До 2016 у складі Лукнівської сільської ради. Від 2016 орган місцевого самоврядування — Коропська селищна рада.

## Символіка
На гербі зображена сосна і два колоски, що символізує поля і ліси біля села. Червона ламана лінія символізує накривку що ж відсилкою до назви села (герб зворотно промовистий). Крім того це дорога на Кролевець що проходить біля села, і контури меж областей поблизу села.

## Історія
До 2016 року село Некрите носило назву Червоний Лан'.
12 червня 2020 року, відповідно до розпорядження Кабінету Міністрів України № 730-р «Про визначення адміністративних центрів та затвердження територій територіальних громад Чернігівської області», увійшло до складу Коропської селищної громади.
19 липня 2020 року, в результаті адміністративно-територіальної реформи та ліквідації Коропського району, увійшло до складу Новгород-Сіверського району Чернігівської області.